# Ballon de handball

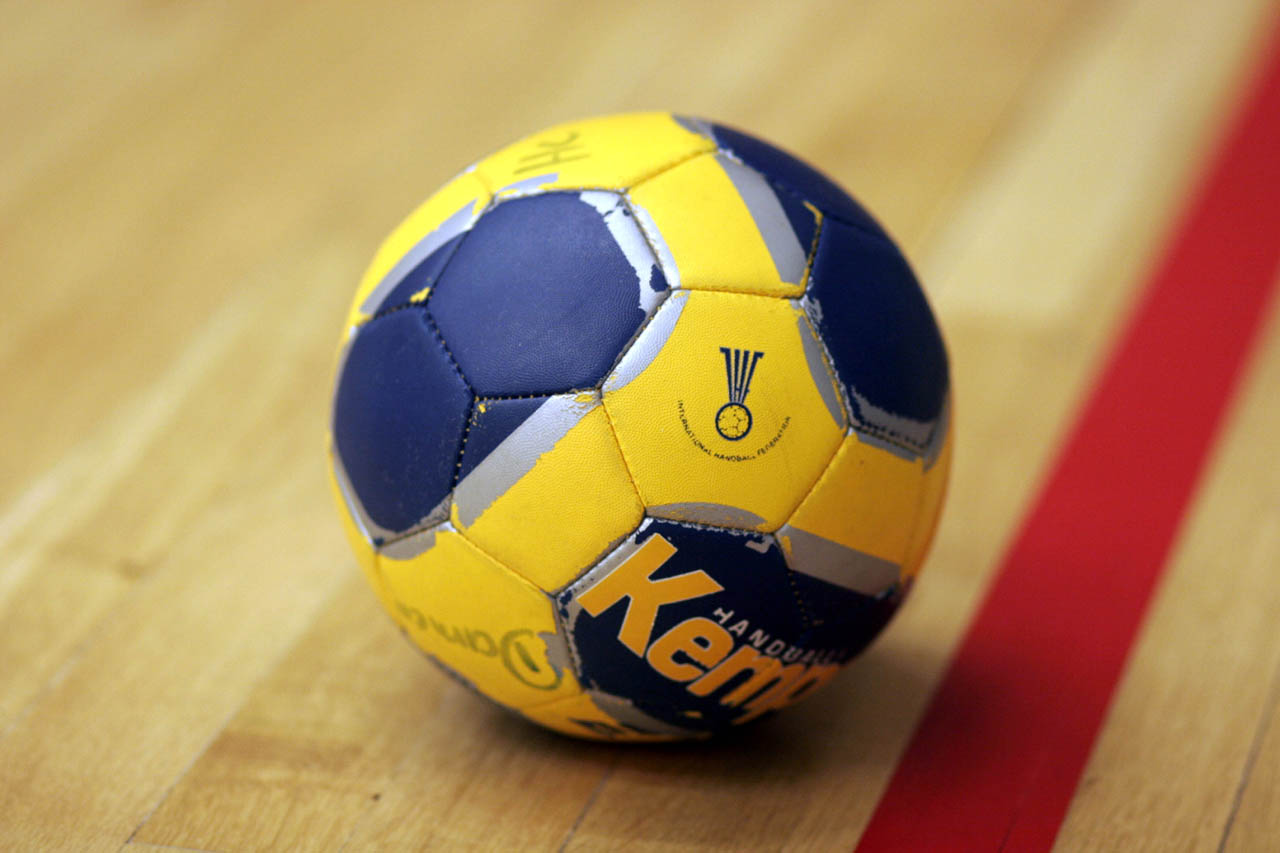
Un ballon de handball.

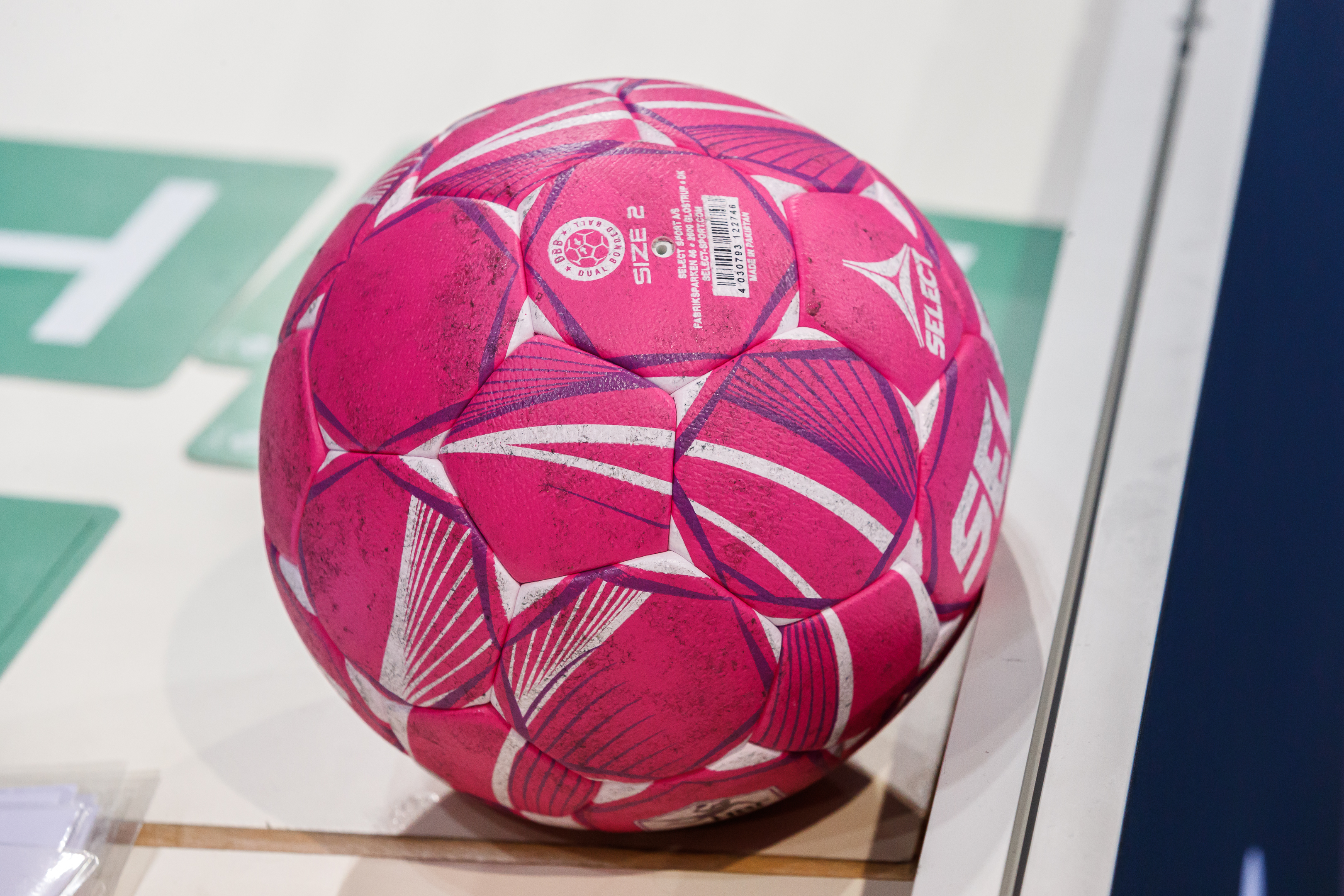
Un ballon de handball de taille 2.

Le ballon de handball, normalisé par la Fédération internationale de handball (IHF), consiste en une enveloppe sphérique constituée de cuir ou de matière synthétique.

## Caractéristiques
Les caractéristiques d'un ballon de handball sont définies dans le règlement du ballon édité par la Fédération internationale de handball. Le dernier règlement en date a été émis le 1er juillet 2019.

### Spécifications générales
Les ballons de handball sont constitués d'une enveloppe de cuir ou de matière synthétique. Cette enveloppe doit avoir une forme sphérique. La matière extérieure ne peut être ni brillante ni glissante. Pendant leur utilisation, les ballons de handball doivent conserver leur poids, leur forme et leur capacité de rebond.
Les ballons en cuir se composent de 32 sections au minimum. Les vessies sont en latex ou sont fabriquées dans une matière similaire, de même qualité, possédant une élasticité d'au moins 600 %. Les enveloppes et les vessies de ballon en matière synthétique sont autorisées à condition de remplacer avec une qualité identique les enveloppes en cuir ou les vessies en caoutchouc.

### Dimensions officielles
Les dimensions générales des ballons, c’est-à-dire la circonférence et le poids, sont définies pour les différentes catégories d'usage suivantes :
- ballons de handball joués avec de la résine ;
- ballons de handball joués sans résine ;
- ballons de handball pour joueurs débutants.

Ballons de handball joués avec de la résine
Les dimensions des ballons, sont les suivantes pour les différentes catégories d’équipe:
- 58 à 60 cm de circonférence et d'un poids compris entre 425 et 475 grammes, pour les hommes et les juniors d'au moins 16 ans (taille IHF 3) ;
- 54 à 56 cm de circonférence pour un poids de 325 à 375 grammes, pour les femmes et les juniors féminines d'au moins 14 ans ainsi que les juniors masculins de 12 à 16 ans (taille IHF 2) ;
- 50 à 52 cm et 290 à 330 grammes, pour les juniors féminines de 8 à 14 ans et les juniors masculins de 8 à 12 ans (taille IHF 1).

Ballons de handball joués sans résine
Les dimensions des ballons, sont les suivantes pour les différentes catégories d’équipe:
- 55,5 à 57,5 cm de circonférence et d'un poids compris entre 400 et 425 grammes, pour les hommes et les juniors d'au moins 16 ans (taille IHF 3) ;
- 51,5 à 53,5 cm de circonférence pour un poids de 300 à 325 grammes, pour les femmes et les juniors féminines d'au moins 14 ans ainsi que les juniors masculins de 12 à 16 ans (taille IHF 2) ;
- 49 à 51 cm et 290 à 315 grammes, pour les juniors féminines de 8 à 14 ans et les juniors masculins de 8 à 12 ans (taille IHF 1).

Ballons de handball pour joueurs débutants
Les ballons de handball pour les joueurs débutants peuvent avoir des dimensions différentes :
- 46 à 48 cm de circonférence et d'un poids compris entre 255 et 280 grammes, pour les enfants (en dessous de 8 ans) ou pour les joueurs débutants dans différentes catégories d’équipe (taille IHF 0)
- 44 à 46 cm de circonférence pour un poids de 165 à 190 grammes, pour les enfants et les autres joueurs débutants (taille IHF 0) ;
- 49 à 51 cm et 290 à 315 grammes, pour les juniors féminines de 8 à 14 ans et les juniors masculins de 8 à 12 ans (taille IHF 1) ;
- 46 à 48 cm et 190 à 225 grammes (balles molles non gonflables) pour les enfants et les autres joueurs débutants ;
- 46 à 48 cm et 190 à 225 grammes (ballons mousse non gonflables) pour les enfants et les autres joueurs débutants.

## Usage de la résine
De nombreux handballeurs appliquent de la résine sur le ballon afin d'en améliorer la maîtrise, de mieux l'attraper et le contrôler. Cette pratique entraîne notamment une évolution de la couleur de la surface du ballon qui présente alors rapidement une surface collante, constellée de tâches grises ou noires.
L'usage de la résine a été introduit par les handballeurs scandinaves qui en ont popularisé l'usage, en utilisant à la base de la colophane, de la résine de conifère, après la seconde guerre mondiale. Son utilisation se répand dans les années 1980 avec la généralisation des compétitions européennes, lors desquelles les joueurs profitent de leurs déplacements en Scandinavie pour se fournir. Avant chaque match, les joueurs s'enduisent les mains de ce produit que l'on retrouve ainsi rapidement sur la surface du ballon.
Cette pratique ne va pas sans poser de problèmes principalement parce que le produit se dépose sur les revêtements des salles, contribuant leur dégradation et demandant des nettoyages plus fréquents. De plus, la résine de sapin, pouvant entraîner des infections si un joueur se blessait, a progressivement été remplacée par des produits de synthèse. Des recherches sont actuellement en cours pour développer des ballons adhérents aux mains sans additif.